# Salamanca
Salamanca ist eine Großstadt und Zentrum einer Gemeinde (municipio) mit 144.866 Einwohnern (Stand: 2024); gleichzeitig ist es die Hauptstadt der gleichnamigen Provinz in der autonomen spanischen Region Kastilien-León (Castilla y León). Im Jahr 1988 wurde Salamanca von der UNESCO zum Weltkulturerbe erklärt; im Jahr 2002 war Salamanca zusammen mit Brügge Kulturhauptstadt Europas.

## Lage und Klima
Die im Nordteil der Iberischen Hochebene (meseta) in einer Höhe von gut 800 m gelegene Stadt Salamanca liegt hauptsächlich auf dem Nordufer des Río Tormes etwa 215 km nordwestlich von Madrid. Das Klima ist gemäßigt bis warm; Regen (durchschnittlich 400 mm/Jahr) fällt überwiegend im Winterhalbjahr.

## Bevölkerungsentwicklung
| Jahr      | 1857   | 1900   | 1950   | 2000    | 2019    |
| --------- | ------ | ------ | ------ | ------- | ------- |
| Einwohner | 15.213 | 25.690 | 80.239 | 158.556 | 144.228 |

Die Landflucht infolge der Mechanisierung der Landwirtschaft und der Aufgabe bäuerlicher Kleinbetriebe führte im 20. Jahrhundert zu einem deutlichen Bevölkerungswachstum. Die Stadt wächst jedoch deutlich langsamer als die boomende Hauptstadtregion, denn die dünn besiedelte Umgebung bietet außer dem Tourismus nur wenig wirtschaftliches Potenzial.

## Geschichte
Die alte iberische Siedlung wurde im Jahr 219 v. Chr. von Hannibal besucht. Unter römischer und westgotischer Herrschaft (133 v. Chr. bis ca. 712 n. Chr.) Helmantica genannt, entwickelte sich die Stadt zu einem wichtigen Handelszentrum. Im 8. Jahrhundert wurde Salamanca von den Mauren eingenommen, doch bereits im Jahr 939 wurde sie als Folge der Schlacht von Simancas wieder christlich (reconquista). Salamanca wurde Grenzstadt zum islamischen Süden der Iberischen Halbinsel und sah sich in der Folge stetigen Übergriffen ausgesetzt, die eine Entvölkerung zur Folge hatten und erst nach der Eroberung Toledos durch Alfons VI. von León im Jahr 1085 ein Ende fanden. Im Jahr 1102 begann die Zeit der Wiederbevölkerung (repoblación). Die christlichen Neusiedler erhoben sich im Jahr 1162 gegen Kastilien-Leon und riefen 1163 Portugal zu Hilfe, das Salamanca zwei Jahre lang besetzt hielt.
Seine Blüte erlebte Salamanca im 16. Jahrhundert. Im Jahr 1524 wurde der Bau von Kirche und Kloster San Esteban begonnen; zur gleichen Zeit entstand die neue Kathedrale. Auch die Universität genoss internationales Ansehen.
Bei der Schlacht bei Salamanca, am 22. Juli 1812, besiegte eine britisch-portugiesische Armee unter Wellington eine französische Armee unter Marmont.
Die „Salamanca-Erklärung“ mit der Nennung von Inklusion als wichtigstes Ziel der internationalen Bildungspolitik und in der Folge ein erster internationaler Rahmen für deren Umsetzung war das Hauptergebnis der UNESCO-Konferenz Pädagogik für besondere Bedürfnisse: Zugang und Qualität, welche vom 7. bis 10. Juni 1994 in Salamanca stattfand: hier trafen sich über 300 Teilnehmer, die 92 Regierungen und 25 internationale Organisationen repräsentierten, um das Ziel „Bildung für Alle“ zu unterstützen.

## Kultur und Bildung

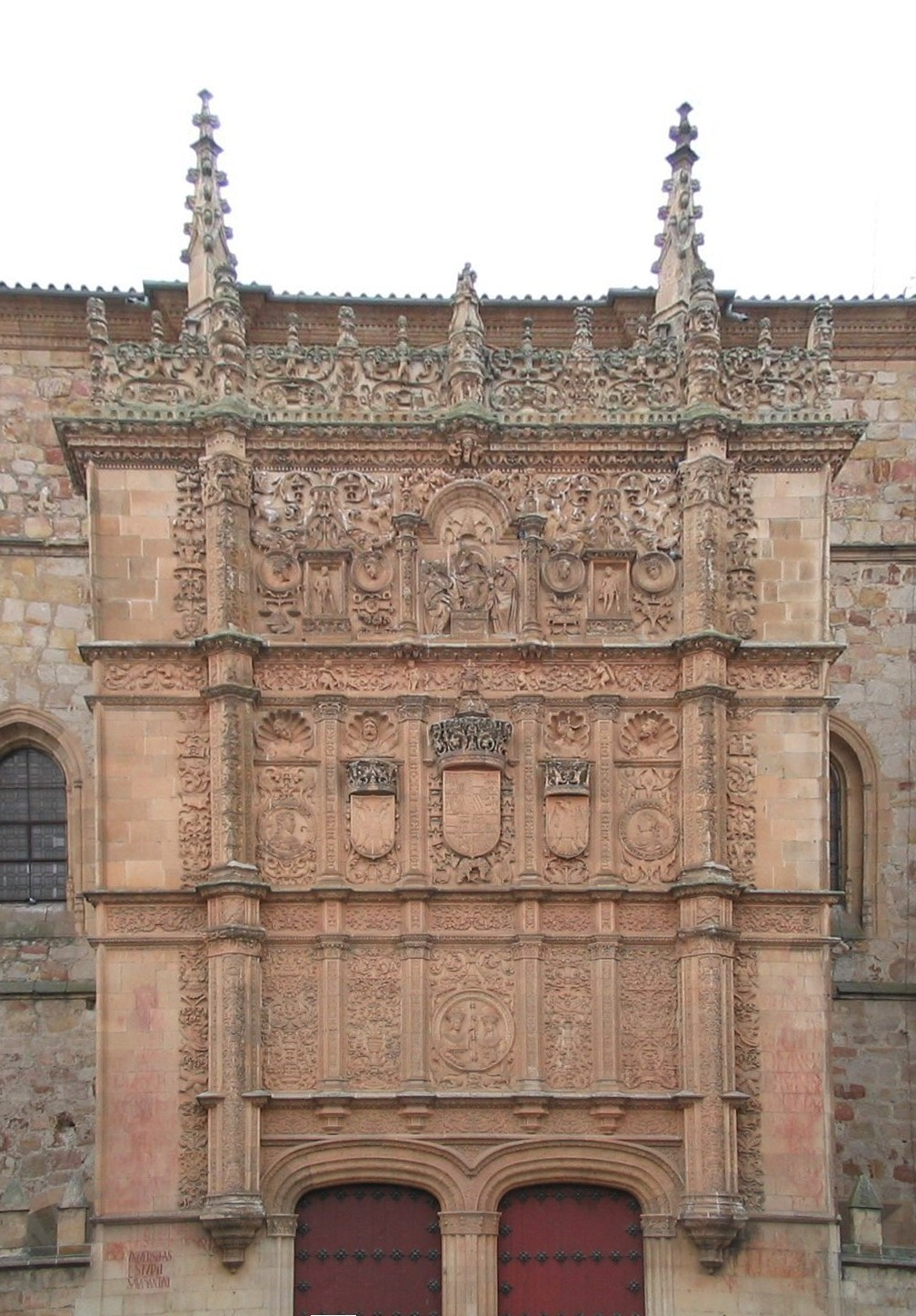
Fassade der Universität von Salamanca

Salamanca ist bekannt durch die Universität Salamanca mit ihrem berühmten Maskottchen, einem Frosch auf einem Totenschädel an ihrer Fassade. Die Universität füllt die Stadt mit mehr als 40.000 Studenten, was ihr ein lebhaftes, jugendliches Gepräge gibt. Die im Jahr 1218 gegründete Universität ist die älteste bis heute bestehende Universität Spaniens (die Universität Palencia wurde zwar 10 Jahre früher gegründet, aber schon um 1250 wieder aufgelöst). Schon im 16. Jahrhundert, als hier in der sogenannten Schule von Salamanca, einer spätscholastischen katholischen Strömung, der Grundstein für die neuzeitliche Naturrechtslehre gelegt wurde, zählte sie 8000 Studenten. Die Universidad de Salamanca wurde zu einer der wichtigsten Bildungsstätten Europas. Unter den bekanntesten Dozenten befinden sich Fray Luis de León und Miguel de Unamuno. Lope de Vega, Calderón de la Barca und Miguel de Cervantes holten sich in Salamanca das geistige Rüstzeug für ihre dichterische Arbeit.
Im Jahr 1492, wenige Monate vor seiner Seereise nach Amerika, musste Kolumbus in Salamanca den versammelten skeptischen Professoren und Kardinälen seine Theorien bezüglich des Erdumfangs und des Abstands von Europa zu Asien erläutern und die Pläne behandeln, den Osten über den Westen zu erreichen.
Der Dominikanerpater Francisco de Vitoria formulierte hier 1540 die Grundlagen des Völkerrechts. Der berühmteste Rektor der Universität war der spanische Schriftsteller Miguel de Unamuno.
Das Hauptportal der Universität ist mit zahlreichen Skulpturen und dichtem Dekor im Stil der spanischen Frührenaissance, dem sogenannten Platereskenstil geschmückt. Ein Totenkopf mit einem Frosch (eigentlich eine Kröte) symbolisiert die Ausschweifungen im Leben, die nach dem Tod gesühnt werden – eine Mahnung an die lebenslustigen Studenten.
In Salamanca soll das beste Hochspanisch gesprochen werden. Dies und die von der Universität und diversen privaten Anbietern organisierten Sprachkurse führen dazu, dass sich die Stadt in den Sommermonaten stets mit ausländischen Studenten füllt.

## Sehenswürdigkeiten
- In der Stadt gibt es zwei Kathedralen, die alte Kathedrale aus dem 12. und die neue Kathedrale aus dem 16. Jahrhundert, die einen gemeinsamen Gebäudekomplex bilden. Der Turm der neuen Kathedrale wurde verstärkt, da sich nach dem Erdbeben von Lissabon Risse daran zeigten. Auch an der Kathedrale sieht man Spuren der Universität: Früher war es Sitte, nach erfolgreicher Beendigung der Promotion einen Víctor, ein rotes „V“ und seinen Namen, an den Dom zu malen.
- Im gegenüberliegenden Bischofspalast befand sich während des Spanischen Bürgerkriegs zeitweilig das Hauptquartier Francos.
- Die Plaza Mayor, auf der früher u. a. Stierkämpfe abgehalten wurden, gilt als der schönste Platz Spaniens. Philipp V., erster spanischer König aus dem französischen Haus Bourbon, machte ihn den Einwohnern 1729 für ihre Loyalität im Erbfolgekrieg zum Geschenk.
- Bekannt ist auch die Casa de las Conchas (Haus der Muscheln), ein im Plateresco-Stil erbauter Stadtpalast, dessen Fassade mit mehr als 300 Jakobsmuscheln aus goldgelbem Sandstein geschmückt ist, dem Symbol der Pilgerschaft nach Santiago de Compostela.
- Noch heute können Fußgänger die Puente Romano benutzen, eine durch die Römer erbaute Brücke über den Fluss.

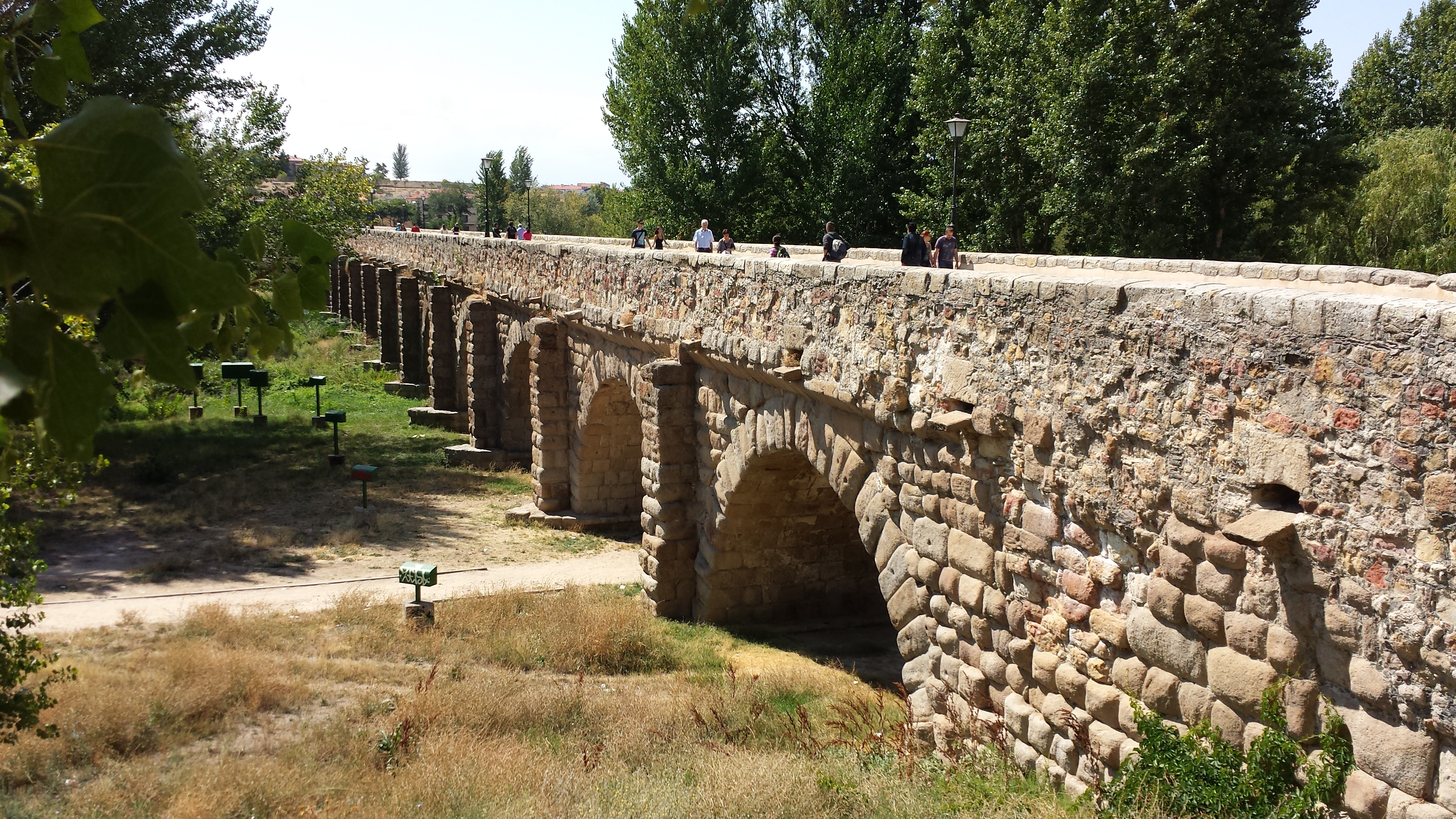
Römische Brücke in Salamanca
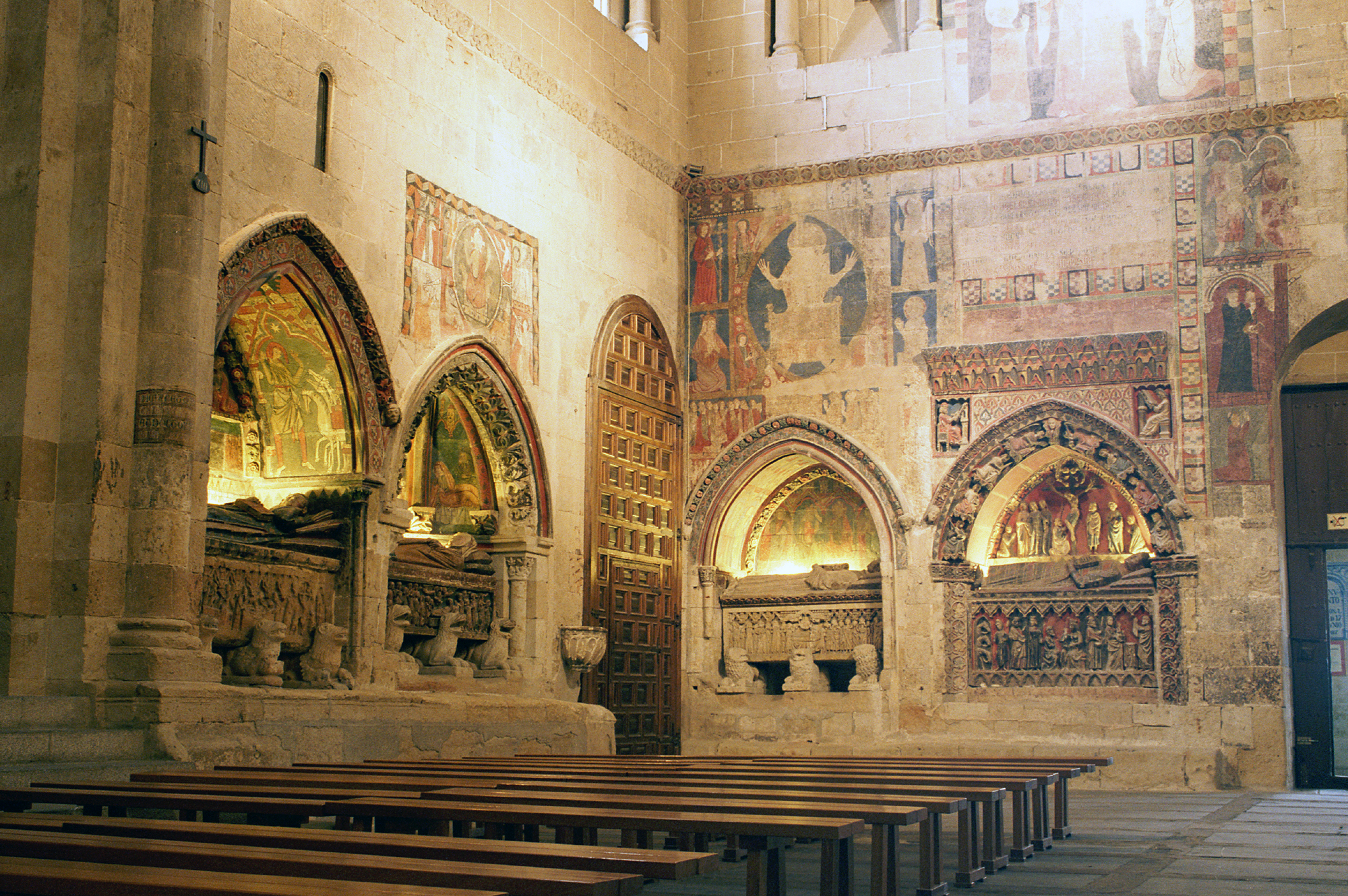
Alte Kathedrale (Catedral de Santa María oder Catedral Vieja), Innenansicht, 12.–14. Jahrhundert
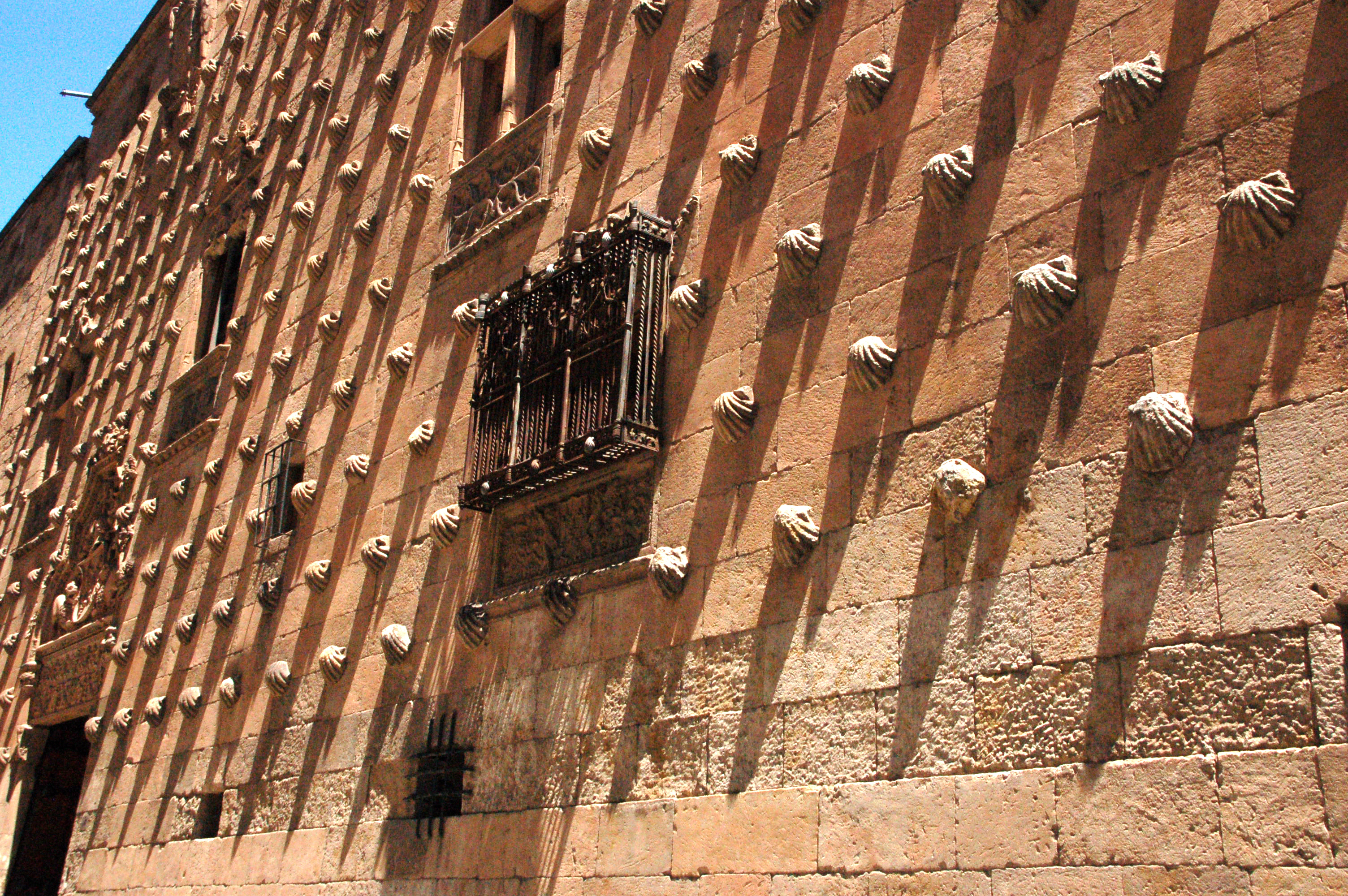
Casa de las conchas („Muschelhaus“), Stadtpalast, 15. Jahrhundert
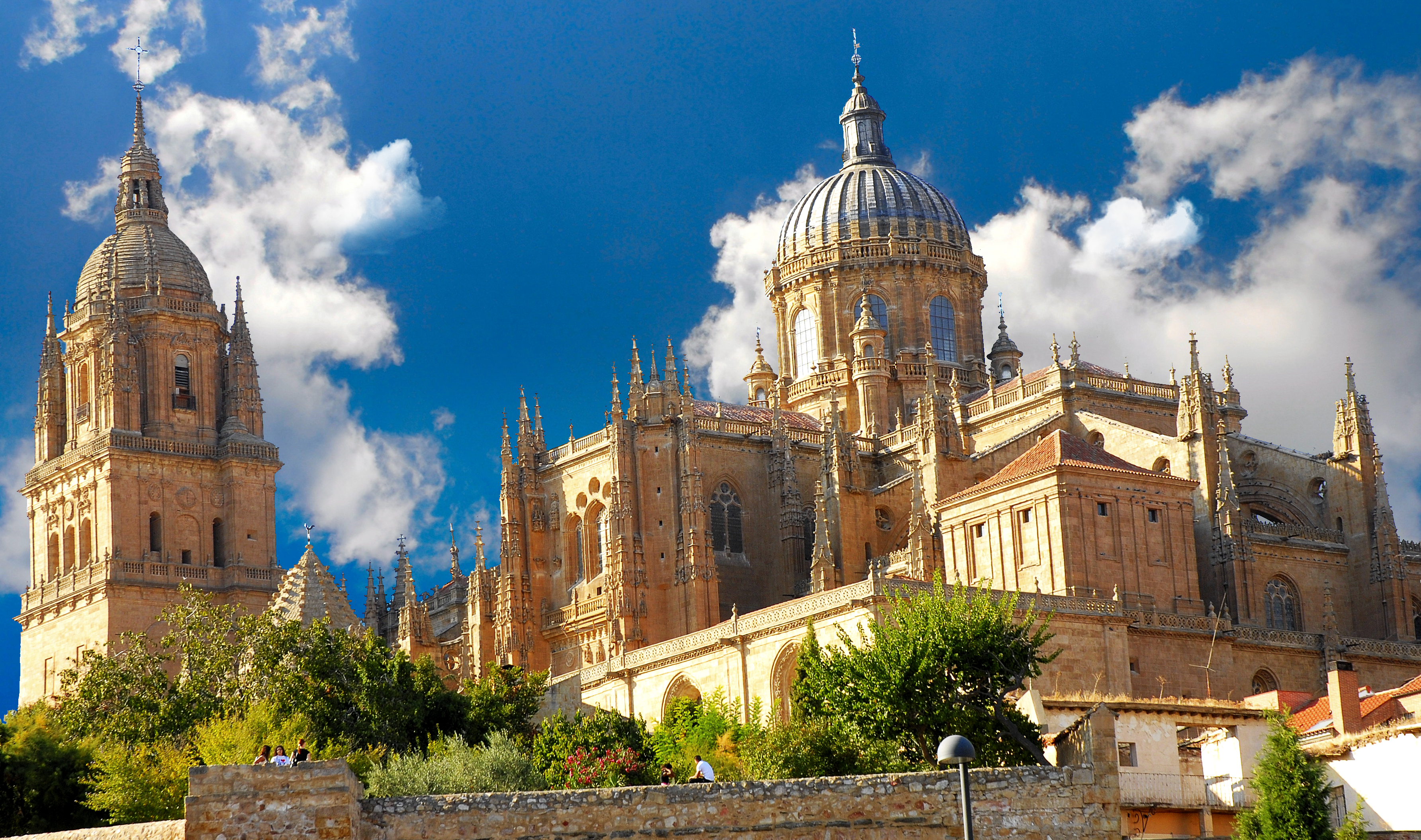
Neue Kathedrale (Catedral de la Asunción de la Virgen oder Catedral Nueva), 16.–18. Jahrhundert
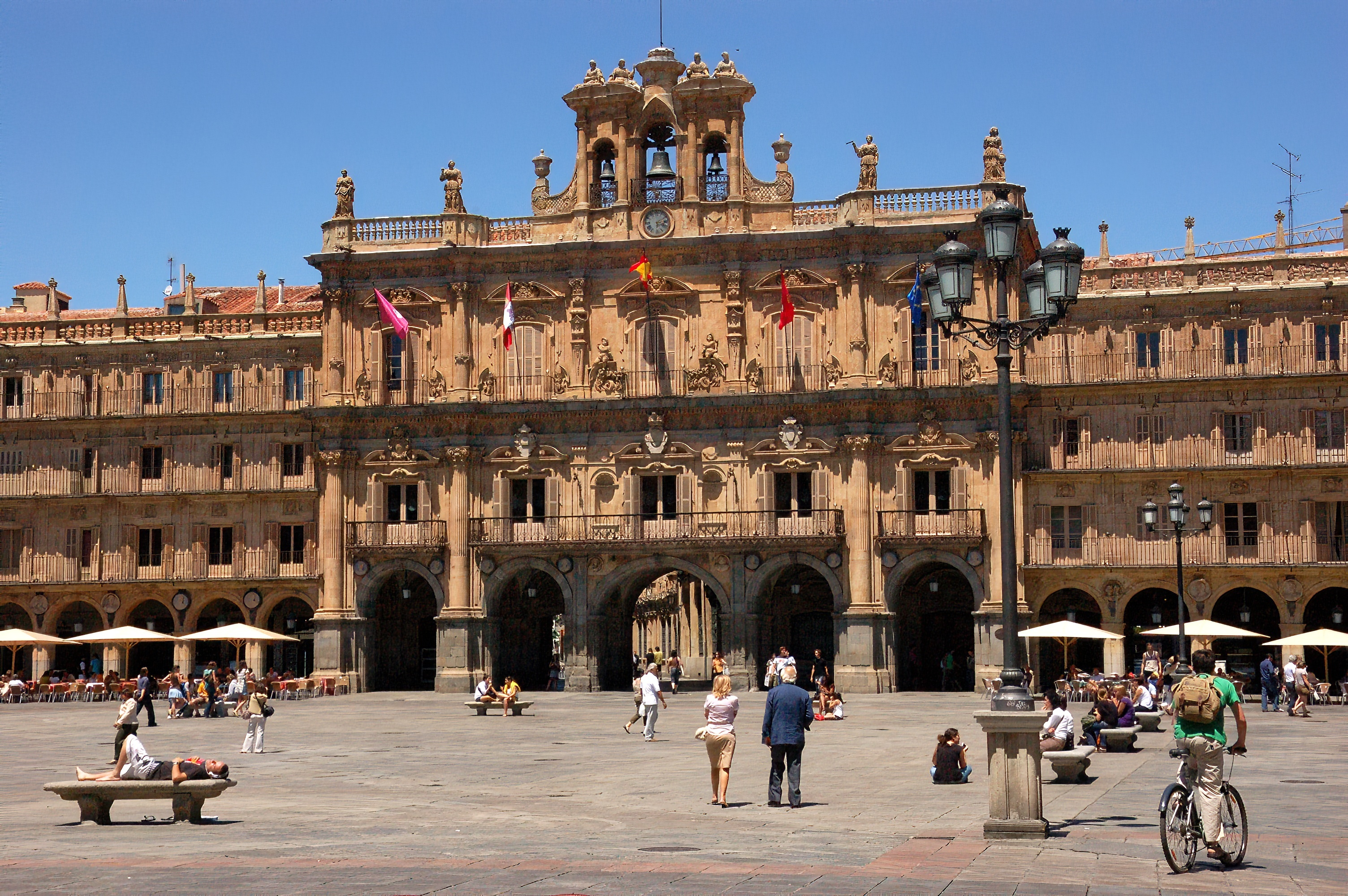
Plaza Mayor
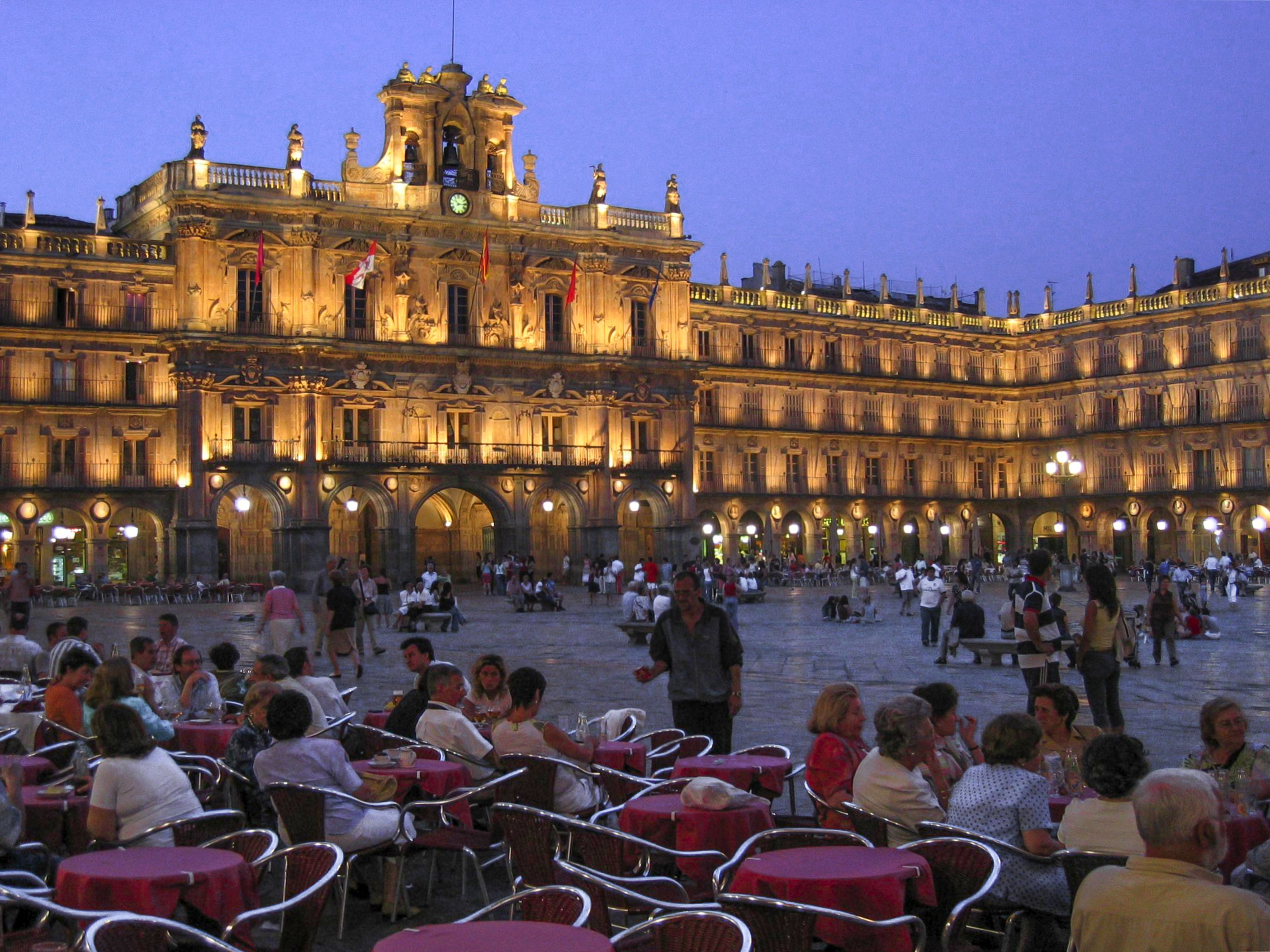
Plaza Mayor am Abend

## Wirtschaft
Salamanca ist das Zentrum einer agrarisch genutzten Region. Allerdings hatten sich in der Stadt bereits früh Händler und Tagelöhner niedergelassen; aus letzteren entwickelten sich allmählich Handwerks- und Dienstleistungsberufe. In den letzten Jahrzehnten des 20. Jahrhunderts sind mehrere Gewerbegebiete entstanden.

## Verkehr
Die Stadt ist an das schnell wachsende spanische Autobahnnetz angeschlossen. In Nord-Süd-Richtung (nach Zamora bzw. Cáceres) verläuft die A-66, nach Westen (Richtung Ciudad Rodrigo und Portugal) die A-62, die umgekehrt in Richtung Nordosten nach Valladolid führt. Nach Osten (Richtung Ávila) verläuft die A-50.
Salamanca ist an das spanische Eisenbahnnetz angeschlossen, jedoch bisher nicht an den Hochgeschwindigkeitsverkehr. Der Bahnhof La Alamedilla liegt an der Bahnstrecke von Medina del Campo nach Vilar Formoso und ist Ausgangspunkt einer Strecke nach Ávila. Es gibt einen regionalen Flughafen, der hauptsächlich von der Luftwaffe genutzt wird. Außerdem wird er von privaten Kleinflugzeugen und im Linienverkehr von einigen „Billigfliegern“ angeflogen, jedoch nur im Sommer.

## Söhne und Töchter der Stadt
- Alfons XI. (1311–1350), von 1312 bis 1350 König von Kastilien und León
- Alonso de Fonseca II. (1440–1512), römisch-katholischer Erzbischof von Santiago de Compostela und von Sevilla
- Fernando Gallego (1440–1507), Maler
- Abraham Zacuto (1450–1510), sephardischer Astronom
- Beatriz Galindo (1465–1535), Humanistin und Lehrerin am Hofe Isabella der Katholischen
- Pedro Álvarez de Toledo (1480–1553), Vizekönig von Neapel von 1532 bis 1553
- Pedro de Soto (1494/1500–1563), Dominikanertheologe und Kaiserlicher Berater in kirchenpolitischen Fragen
- Diego Pisador (≈1509–1557), Vihuela-Spieler und Komponist der Renaissance
- Francisco Vásquez de Coronado (1510–1554), Conquistador
- José Luis Casaseca (1800–1869), Chemiker
- Ventura Ruiz Aguilera (1820–1881), Dichter
- Bonifacia Rodríguez Castro (1837–1905), römisch-katholische Ordensfrau und Ordensgründerin
- Tomás Bretón (1850–1923), Komponist
- Federico de Onís (1885–1966), Romanist und Hispanist
- Graciano Tarragó y Pons (1892–1973), Gitarrist, Violinist und Komponist
- José María Gil-Robles y Quiñones (1898–1980), Rechtsanwalt und Politiker
- Pedro Garfias (1901–1967), Dichter
- Antonio Escribano (1902–1972), Rechtsanwalt und Schauspieler
- Francisco Bernis (1916–2003), Ornithologe, Biologe und Botaniker
- José del Castillo Nicolau (1920–2002), Neurobiologe und Neurophysiologe
- Francisco Rodríguez Adrados (1922–2020), Philologe und Hochschullehrer
- Emilio Alarcos Llorach (1922–1998), Romanist, Hispanist und Sprachwissenschaftler
- Carmen Martín Gaite (1925–2000), Schriftstellerin, Übersetzerin und Journalistin
- Domingo Bárcenas González (1927–2000), Handballspieler, Basketballspieler, Handballtrainer und Handballfunktionär
- Tito García (1931–2003), Schauspieler
- Carlos Revilla (1933–2000), Schauspieler, Synchronsprecher und Synchronregisseur
- José Luis García Sánchez (* 1941), Regisseur
- Manuel Sánchez Cuesta (* 1942), Philosoph, Ethiker und Humanist
- Eleuterio Sánchez Rodríguez (* 1942), ehemaliger Dieb, heute Rechtsanwalt
- Charo López (* 1943), Schauspielerin
- Josefa Martín Luengo (1944–2009), anarchistische Pädagogin
- Fernando Vérgez Alzaga (* 1945), Kurienbischof der römisch-katholischen Kirche
- Vicente del Bosque (* 1950), spanischer Fußballtrainer, mit dem die Nationalmannschaft Weltmeister 2010 wurde
- José Ignacio Sánchez Galán (* 1950), Ingenieur und Manager
- Felisa Verdejo (* 1950), Informatikerin und Hochschullehrerin
- Fátima Miranda (* 1952), Sängerin, Stimmkünstlerin und Phonetikforscherin
- Helena Cortés (* 1962), Literaturwissenschaftlerin und Übersetzerin
- Yann Martel (* 1963), kanadischer Schriftsteller
- María Fernanda Espinosa (* 1964), ecuadorianische Politikerin
- Mario Ramos (* 1973), Schauspieler und Lyriker
- Eladio Jiménez (* 1976), Radrennfahrer
- María Sánchez Lorenzo (* 1977), Tennisspielerin
- Iván Cuadrado (* 1979), Fußballspieler
- Moisés Dueñas (* 1981), Radrennfahrer
- Jesús Tendero (* 1981), Straßenradrennfahrer
- Luis Roberto Álvarez (* 1982), Radrennfahrer
- Óscar González Marcos (* 1982), Fußballprofi
- Álvaro Arbeloa (* 1983), Fußballprofi
- Daniel García Diego (* 1983), Jazzmusiker
- Daniel Navarro (* 1983), Radrennfahrer
- Daniel García Rodríguez (* 1987), Fußballspieler
- María Bernabéu (* 1988), Judoka
- Álvaro de Arriba (* 1994), Leichtathlet
- Lorena Martín (* 1996), Leichtathletin
- Aaron Sánchez (* 1996), Fußballspieler
- Mario García (* 1999), Mittelstreckenläufer